# Peter Heine (Islamwissenschaftler)

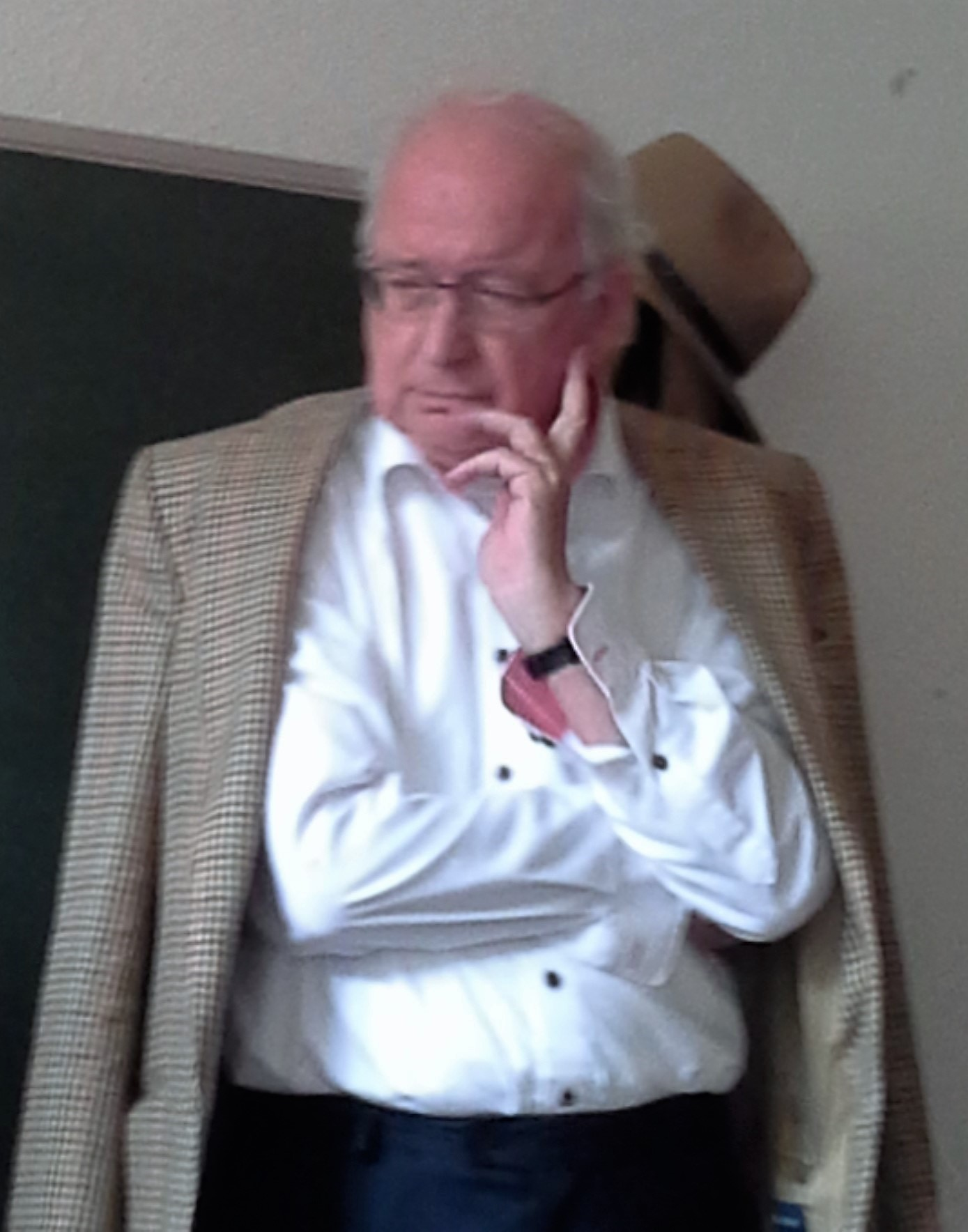
Peter Heine auf dem Deutschen Katholikentag 2016 in Leipzig

Peter Heine (* 23. Juni 1944 in Warendorf) ist ein deutscher Islamwissenschaftler und Nahost-Experte. Er lehrte an der Universität Münster sowie von 1994 bis 2009 als Professor für Islamwissenschaft des nicht-arabischen Raumes an der Humboldt-Universität zu Berlin.

## Biografie
Heine studierte von 1965 bis 1971 Islamwissenschaft, Philosophie und Ethnologie in Münster und in Bagdad. Im November 1971 wurde er mit einer Untersuchung über Die westafrikanischen Königreiche Ghana, Mali und Songhai aus der Sicht der arabischen Autoren des Mittelalters bei Hans Wehr zum Dr. phil. promoviert. Anschließend war er als wissenschaftlicher Assistent am Seminar für Arabistik und Islamwissenschaft der Universität Münster tätig. Im Januar 1978 habilitierte er sich in Münster für das Fach Islamwissenschaft. In der folgenden Zeit lehrte der damals in Senden-Bösensell lebende Wissenschaftler dort als außerplanmäßiger Professor sowie als Lehrstuhlvertreter in Berlin, Bochum, Bonn und Zürich. 
1993 wechselte er als kommissarischer Leiter des Forschungsschwerpunkts Moderner Orient, hervorgegangen aus dem Bereich „Geschichte der Entwicklungsländer“ der Akademie der Wissenschaften der DDR, nach Berlin. Daraus entstand 1996 das Zentrum Moderner Orient im Verein Geisteswissenschaftliche Zentren zu Berlin, das Heine als Gründungsdirektor bis 1998 leitete. 1994 erhielt er zudem einen Ruf als Professor für Islamwissenschaft des nicht-arabischen Raumes an die Humboldt-Universität zu Berlin. Dort wirkte er auch als geschäftsführender Direktor des Instituts für Asien- und Afrikawissenschaften. 2009 trat er in den Ruhestand.
Heine wurde 1998 Mitglied und 2003 Vizepräsident des Kuratoriums der Deutschen Orient-Stiftung in Hamburg. Ebenfalls 1998 wurde er Beiratsmitglied des Projekts Merhaba zur Förderung von türkischen Oberstufenschülerinnen und Studentinnen in Deutschland bei der Thomas-Morus-Akademie des Erzbistums Köln.
Von 1996 bis 2009 gab Heine – zunächst bis 1999 mit Horst Klengel – die traditionsreiche Fachzeitschrift Orientalistische Literaturzeitung. Zeitschrift für die Wissenschaft vom ganzen Orient und seinen Beziehungen zu den angrenzenden Kulturkreisen (OLZ) heraus. Er verantwortete dort die Sparte Islam. Als Reaktion auf die Anschläge des 11. Septembers 2001 veröffentlichte Heine bereits einen Monat nach den Ereignissen sein Buch Terror in Allahs Namen, in dem er als Kenner der extremen islamistischen Szene die Ursprünge des radikalen Islamismus untersuchte. 
Peter Heine ist mit Ina Heine verheiratet.

## Publikationen
- Die westafrikanischen Königreiche Ghana, Mali und Songhai aus der Sicht der arabischen Autoren des Mittelalters, 1973 (= Dissertation Münster 1971).
- Weinstudien. Untersuchungen zu Anbau, Produktion und Konsum des Weins im arabisch-islamischen Mittelalter. Harrassowitz, Wiesbaden 1982, ISBN 3-447-02264-7.
- Ethnizität und Islam. Differenzierung und Integration muslimischer Bevölkerungsgruppen (mit Reinhold Stipek). Müller, Gelsenkirchen 1984, ISBN 3-89049-001-8.
- Kulinarische Studien. Untersuchungen zur Kochkunst im arabisch-islamischen Mittelalter. Mit Rezepten. Harrassowitz, Wiesbaden 1988, ISBN 3-447-02754-1.
- Ethnologie des Nahen und Mittleren Ostens. Eine Einführung. Reimer, Berlin 1989, ISBN 3-496-00967-5.
- Zur wirtschaftlichen Stellung der Frau im Islam. In: Geschichte und Kulturen. 2, 1990, S. 33–50-
- Städtische Haushalte und Familien im islamischen Mittelalter. In: Trude Ehlert (Hrsg.): Haushalt und Familie in Mittelalter und früher Neuzeit. Thorbecke, Sigmaringen 1991, ISBN 3-7995-4156-X, S. 33–41.
- mit Ina Heine: O ihr Musliminnen ... Frauen in islamischen Gesellschaften. Herder, Freiburg 1993, ISBN 3-451-04217-7.
- Kulturknigge für Nichtmuslime. Ein Ratgeber für den Alltag. Herder, Freiburg 1994
  - aktualisierte Neuausgabe: Kulturknigge für das Zusammenleben mit Muslimen. Herder, Freiburg 2017, ISBN 978-3-451-34976-8.
- Die Imam-Kurse der deutschen Wehrmacht im Jahre 1944. In: Gerhard Höpp (Hrsg.): Fremde Erfahrungen. Asiaten und Afrikaner in Deutschland, Österreich und der Schweiz bis 1945. Das arabische Buch, Berlin 1996, ISBN 3-86093-111-3, S. 229–238.
- Konflikt der Kulturen oder Feindbild Islam. Alte Vorurteile – neue Klischees – reale Gefahren. Herder, Freiburg 1996, ISBN 3-451-04455-2.
- Halbmond über deutschen Dächern. Muslimisches Leben in unserem Land. List, München 1997, ISBN 3-471-79344-5.
- Allah und der Rest der Welt. Die politische Zukunft des Islams. Knecht, Frankfurt am Main 2000, ISBN 3-7820-0836-7.
- Terror in Allahs Namen. Extremistische Kräfte im Islam. Herder, Freiburg 2001, ISBN 3-451-05240-7.
  - erweiterte und aktualisierte Ausgabe: Terror in Allahs Namen. Hintergründe der globalen islamistischen Gewalt. Herder, Freiburg 2015, ISBN 978-3-451-34269-1.
- Schauplatz Irak. Hintergründe eines Weltkonflikts. Herder, Freiburg 2002, ISBN 3-451-05371-3.
- Von Mesopotamien zum Irak. Kleine Geschichte eines alten Landes bis heute (mit Hans J. Nissen). Wagenbach, Berlin 2003; 2. A. 2014, ISBN 978-3-8031-2732-7.
- Islam zur Einführung. Junius, Hamburg 2003, ISBN 3-88506-365-4.
- als Mitverfasser und Hrsg. mit Adel Theodor Khoury und Ludwig Hagemann: Islam-Lexikon A–Z. Geschichte – Ideen – Gestalten. 3 Bände. Herder, Freiburg. Neuauflage ebenda 2006, ISBN 978-3-451-05780-9.
- Der Islam. Erschlossen und kommentiert von Peter Heine. Patmos, Düsseldorf 2007, ISBN 978-3-491-72514-0.
- Einführung in die Islamwissenschaft. Akademie, Berlin 2009, ISBN 978-3-05-004445-3.
- Märchen, Miniaturen, Minarette. Eine Kulturgeschichte der islamischen Welt. Primus, Darmstadt 2011, ISBN 978-3-896-78855-9.
- Köstlicher Orient. Eine Geschichte der Esskultur. Wagenbach, Berlin 2016, ISBN 978-3-8031-3661-9.[3]